# オルメサルタン
オルメサルタン（Olmesartan）は、アンジオテンシンII受容体阻害薬の1つで、高血圧の治療に用いられる。通常、エステル型プロドラッグのオルメサルタンメドキソミル（Olmesartan medoxomil）の状態で経口投与される。オルメサルタンメドキソミルは、吸収されると速やかに加水分解されて活性代謝物のオルメサルタンが遊離し、薬効を発揮する。商品名オルメテック。第一三共が1995年に創製した。日本では、第一三共と興和創薬から販売されている。オルメサルタンの開発コードRNH-6270。アゼルニジピンとの合剤がある。

## 効能・効果
オルメサルタンは高血圧症の治療に使用される。単剤または他剤との併用で用いられる。2011年4月、米国食品医薬品局(FDA)はオルメサルタンをレビューし、添付文書通りに使用する場合、使用の有益性が副作用の有害性を上回ると結論した。

## 化学的特徴
オルメサルタンは分子内にテトラゾール基（窒素原子4つと炭素原子1つから成る芳香族5員環）とイミダゾール基（窒素原子2つと炭素原子3つから成る芳香族5員環）を有する、カルボン酸である。
なお、オルメサルタンが持つカルボニル基と、メドキソミル基が持つ水酸基とが、エステル結合したものがオルメサルタンメドキソミルである。ちなみに、同じようにメドキソミル基でエステル化されたアンジオテンシンII受容体拮抗薬としては、アジルサルタンが知られている。これらのようにメドキソミル基を持つ薬剤は、メドキソミル基が自然に加水分解されて、不快臭を伴う2,3-ブタンジオンが発生する。また、他剤と一包化を行った場合には、発生した2,3-ブタンジオンが、他剤を変色させる場合があることも知られている。

## 作用機序
オルメサルタン メドキソミルはプロドラッグであり、消化管から吸収される過程で加水分解されて活性型の遊離カルボン酸、すなわち、オルメサルタンが遊離される。オルメサルタンは血管平滑筋のAT1受容体とアンジオテンシンIIとの結合を阻害するので、ACE阻害薬とは異なりアンジオテンシンII合成経路とは無関係である。合成経路に障らずに受容体との結合を阻害する事で、オルメサルタンはレニン－アンジオテンシン－アルドステロン系に負のフィードバックを掛け、レニン分泌を減少させる。阻害の結果、オルメサルタンは血管の収縮力を低減させ、アルドステロンの分泌を減少させる。その結果、血管は拡張し、末梢血管抵抗が低下する。

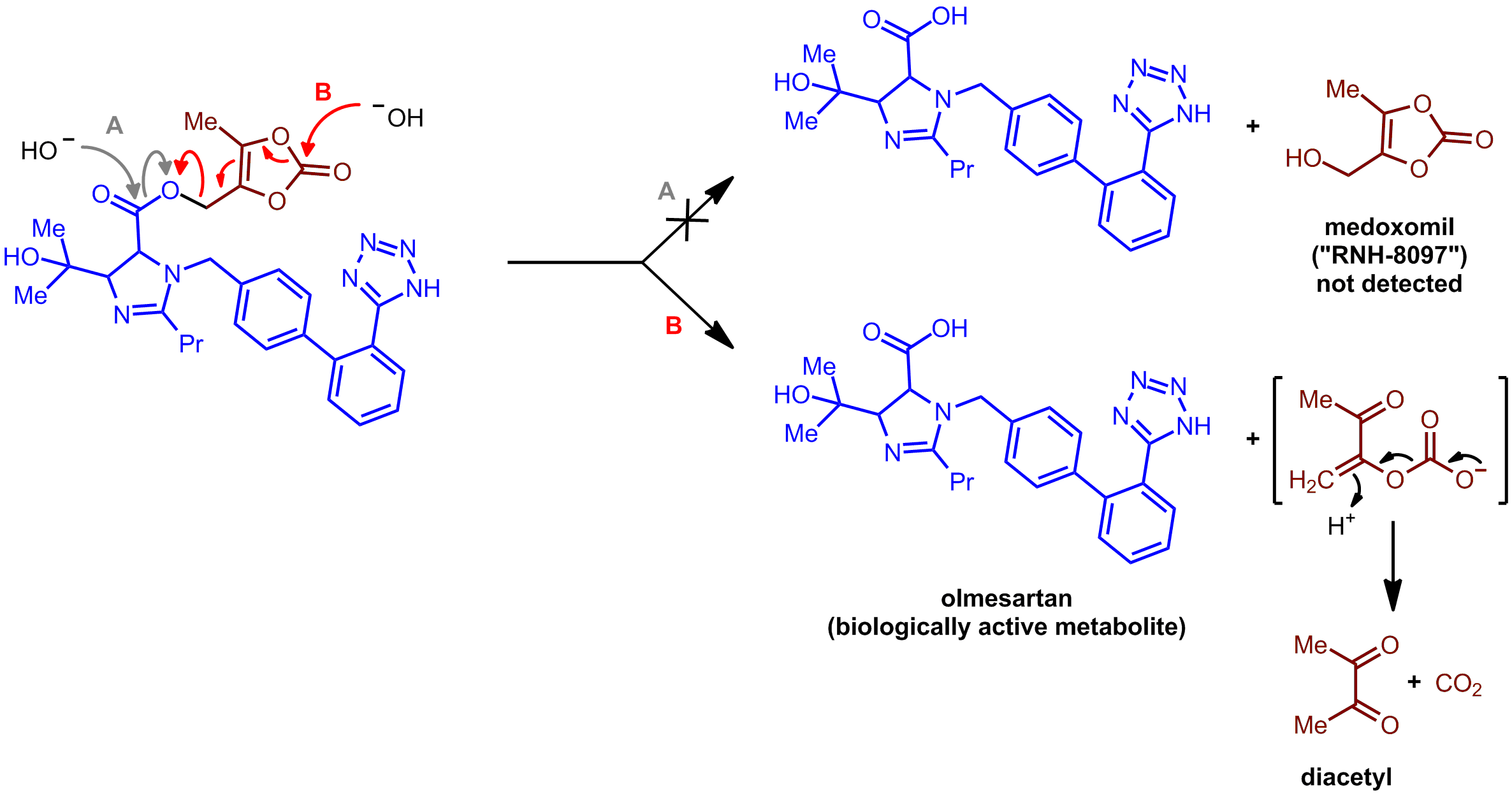
オルメサルタン メドキソミル（プロドラッグ）の活性化（加水分解）経路

## 用法・用量

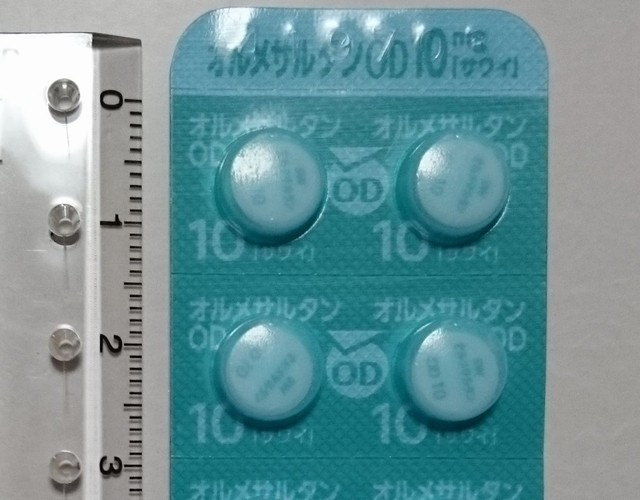
オルメサルタン 10mg錠剤

オルメサルタン（メドキソミル）の投与量は当初は5 - 10mg・1日1回から開始し、症状の推移を見ながら10 - 20mg・1日1回に増量する。さらに2週間観察し、より強力な降圧効果が欲しい時には、40mg・1日1回まで増量することができる。それ以上に増量してもさらなる効果は期待できない。また1日1回と1日2回とを比較しても、1日投与量が同じならば効果は変わらない。年齢、腎機能、肝機能等で投与量を調整する必要はないとされている。血管内容積が喪失している可能性がある場合（利尿剤を使用している患者等）には、低用量で開始すべきである。単剤での降圧作用が不充分である場合には、他の降圧薬を併用する。オルメサルタン メドキソミルの吸収は食事の影響を受けない。

## 禁忌
胆道閉塞を有する患者には使用すべきではない。また妊婦または妊娠している可能性のある婦人には禁忌である。サルタン系薬剤（=ARB）を妊婦が服用すると胎児に奇形を生ずるとの論文がある。

## 警告
アンジオテンシンII受容体拮抗薬(ARB)は腎動脈狭窄を起こす可能性を持つので注意して用いるべきである。特に腎不全を有する高齢者では、用量を減らし、血中カリウム値をモニタリングすることが推奨される。ARBを大動脈狭窄症、僧帽弁狭窄症、肥大型心筋症患者に用いる場合にも注意が要る。原発性アルドステロン症があるこれらの患者や、アフロ・カリビアンの内、左心室肥大を有する患者では、ARBを使用する利点はない。

## 副作用
重大な副作用として、血管浮腫、腎不全（0.1%未満）、高カリウム血症、ショック、失神、意識消失、肝機能障害（0.1%未満）、黄疸、血小板減少、低血糖、横紋筋融解症、アナフィラキシー、重度の下痢が知られている。（頻度未記載は頻度不明）
オルメサルタンの副作用発現率は、治験時で11.4%（臨床検査値異常を除く）、使用成績調査で3.9%であった。治験時に1%以上に発生した副作用は、浮動性眩暈(3.0%)、体位性眩暈(2.1%)、倦怠感(1.1%)であった。これらはいずれもレニン－アンジオテンシン－アルドステロン系に直接作用する薬剤に共通のものである。妊婦が服用すると胎児の死亡や奇形を含む異常が発生する。ARBを片側性または両側性腎動脈狭窄のある患者が使用すると、血中クレアチニンや血中尿素窒素が上昇するとの報告がある。これらの患者でのオルメサルタンの長期使用に関する研究はないが、同様の結果が予想される。
オルメサルタンは稀に、重篤な消化管障害を惹起する。症状は悪心、嘔吐、下痢、体重減少、電解質異常でありセリアック病と共通である。腸の恒常性維持に関係するポリペプチドサイトカインの一つであるTGF-βを阻害する事でスプルー様腸疾患が発生するとの研究もある。オルメサルタン以外のARBでスプルー様腸疾患が見られない理由は定かではない。

## 相互作用
オルメサルタンとアリスキレンを併用すると腎機能障害、高カリウム血症、低血圧が起こる危険性が高いので原則的に併用禁忌である。
オルメサルタンは痩せ薬や風邪薬を含む興奮誘発剤、代替塩を含むカリウムサプリメントといった非処方薬と相互作用する。

## 研究開発
2つの臨床試験（MORE試験 とOLIVUS試験）で、動脈プラークの減少が観察された。
オルメサルタンは、2型糖尿病患者において、微量アルブミン尿を軽快させたものの、心血管イベントはプラセボよりも多かった。
オルメサルタン単独高用量とオルメサルタン＋カルシウム拮抗薬併用療法では、心血管イベントに差が見られなかった。
ORIENT study では主要評価項目である複合腎イベントにプラセボと差が見られなかった。